# حارث (اسم)
حارث ويعرف فيقال الحارث هو اسم علم مذكر من أصل عربي، ومعناه هو الذي يشق الأرض بالمحراث لتتنفس وتبذر، وحارث المال جامعه، ويجوز تعريفه فيقال الحارث، وأبو الحارث كنية الأسد. وهو من الأسماء المستحبة في الإسلام، قال رسولُ الله ﷺ: «تَسَمَّوْا بأسَماءِ الأنبياء، وأحَبُّ الأسماءِ إلى الله: عَبدُ الله وعبدُ الرحمن، وأصدَقُها: حارِثٌ وهَمَّامٌ، وأقْبَحُها: حَرْبٌ ومُرَّة».

## الأصل اللغوي
الحارث من الحرث أي شق الأرض لتتنفس وتبذر، وحارث المال جامعه، ويجوز تعريفه فيقال الحارث، وأبو الحارث كنية الأسد.

## شخصيات تحمل الاسم
- حارث الضاري (1941 – 12 مارس 2015)
- حارث العبيدي (سياسي عراقي، 1966 – 12 يونيو 2009)
- حارث إسكندر (ممثل ماليزي، 7 أغسطس 1966 – )
- حارث سيلايديتش (1 أكتوبر 1945 – )
- حارث شنشل طليع سنيد الحارثي (سياسي عراقي)
- حارث طه الراوي (شاعر وكاتب عراقي راحل، 1929 – 18 أكتوبر 2014)
- حارث غازي النظاري (القرن 20 – 31 يناير 2015)
- الحارث بن عباد فارس وشاعر عربي من أبطال العرب في الجاهلية
- الحارث بن عبد العزى زوج حليمة السعدية ووالد الرسول من الرضاعة.
- الحارث بن عمير الأزدي (رسول رسول الله إلى الروم وقتله الغساسنة في بصيرا الطفيلة)

## وصلات خارجية
- موسوعة السلطان قابوس لأسماء العرب نسخة محفوظة 5 أبريل 2019 على موقع واي باك مشين.